# ان‌جی‌سی ۱۲۷۷
ان‌جی‌سی ۱۲۷۷ (انگلیسی: NGC 1277) یک کهکشان عدسی در صورت فلکی برساووش است. این کهکشان عضو خوشه برساووش و تقریباً در فاصله ۷۳ مگاپارسکی یا ۲۲۰ میلیون سال نوری از کهکشان راه شیری قرار دارد. قدر ظاهری آن ۱۴.۷ است و در ۴ دسامبر ۱۸۷۵ توسط لاورنس پارسونز کشف شد.
بررسی‌های انجام شده توسط تلسکوپ هابی-ابرلی در رصدخانه مک‌دونالد نشان می‌دهد که در مرکز این کهکشان سیاه‌چاله کلان‌جرم با جرم هفده میلیارد برابر جرم خورشید وجود دارد. که این ۱۴٪ جرم کل کهکشان و از بزرگترین نسبت‌های جرم سیاه‌چاله به جرم کل شناخته شده‌است.